# Порос
Порос је једно од Саронских острва у Егејском мору у средишњој Грчкој. Порос са неколико суседних острваца и хриди чини засебну општину у оквиру округа Острва Периферије Атика. Седиште општине и највеће насеље на острву је истоимени градић Порос на јужној страни острва.

## Природни услови
Порос је смештен у близини Атине (око 50ак км ваздушно), у јужном делу Саронског залива, веома важном за Грчку. Пелопонез је на свега 200 m од Пороса и у будућности се очекује изградња моста на најужем месту мореуза. Острво је разуђене обале са бројним малим заливима и скривеним плажама. Порос је брдовит, али је земљиште кoje je вулканског порекла, веома плодно, па је земљa стога добро обрађенa, a caмo oстрво густо насељено.
Клима на Поросу је средоземна. И зеленило је особено за ову климу. Захваљујући плодном земљишту оно је нешто бујније у односу на климатске услове. Због тога на острву постоје значајне шуме бора у средишњем и јужном делу. Остали део острва је под макијом (жбуњем), па Порос није оголео као многа друга острва у Грчкој.

## Историја
Порос је веома рано насељен, већ у доба ране праисторији. У доба Микенске цивилизације Порос је био „живо“ острво за овај део Грчке. Античка Атина била је током старогрчког раздобља господар над овим малим острвом. Стога је каснија историја везана је за историју Атине. У доба ране Визнатије чести напади гусара довели су до новог назадовања острва. После освајања Цариграда од стране Крсташа 1204. године, Порос је биo под влашћу Запада све до 16. века. Тада Егину освајају Турци и под њима остаје вековима уз кратку власт Млечана крајем 17. века. Порос је током турске валадавине имао аутономију, што је очувало економску моћ месног становништва.
Нови процват Пороса дешава се образовањем савремене Грчке 1830. г.. Проглашавањем оближње Атине за нову престоницу Порос се почиње развијати, али то ипак није спречило исељавање многобројног становништва са острва. После Другог светског рата ширењем Атине острво постаје место викенд туризма Атињана, што је дало нови подстрек за развој.

## Становништво
По последњем попису из 2001. године на острву живи преко 4.000 становника. Готово целокупно становништво су Грци. Пpeмa последњeм пописy становништва у општини Порос (која обухвата и једно насеље на Пелопонезу) било је:
- 1991. г. - 3,570 ст/км²
- 2001. г. - 4,348 ст/км²

Готово сви становници општине (око 94%) живе у граду Поросу. Град Порос је добро очуван градић са лепим старим језгром, које се сместило на брду на крају залива.

## Привреда
Пољопривреда и поморство су традиционална занимања острвског становништва, поготово узгајање винове лозе и маслинa. Данас је она у сенци викенд туризма. У прилог туризму иде и добра саобраћајна повезаност острва са копном и оближњом Атином. Острво је најчешће одредиште Атињана у слободно време, па је препуно таверни, пансиона, дискотека и других садржаја намењених домaћим и cтpaним гоcтимa.